# 德維納
德維納，是阿爾巴尼亞南部夫羅勒州的一个市镇。下分为2个行政分区，行政中心为德尔维纳镇。市镇面積为183.01平方公里，2011年人口数量为7,887人，而作为行政分区的德尔维纳镇的人口数量则为5,754人。